# Bruno Bulić
Bruno Bulić (* 6. März 1958 in Pula) ist ein ehemaliger jugoslawischer Radrennfahrer und nationaler Meister im Radsport.

## Sportliche Laufbahn
Bulić startete für den Verein Siporex Pula, in dem er 1972 mit dem Radsport begonnen hatte. Zweimal nahm er an den Olympischen Sommerspielen teil. 1980 in Moskau wurde er 50. im olympischen Straßenrennen und mit dem jugoslawischen Team Achter im Mannschaftszeitfahren. 1984 in Los Angeles fuhr er nur das Mannschaftszeitfahren und wurde als Achter mit seiner Mannschaft klassiert. Bei den Mittelmeer-Spielen 1979 gewann er die Bronzemedaille im Straßenrennen. Die jugoslawische Meisterschaft im Straßenrennen konnte er 1978 gewinnen, 1979 und 1981 wurde er Vize-Meister. 1978 (in diesem Rennen schied er aus) und 1981 startete er bei der Internationalen Friedensfahrt und wurde 1981 als 42. klassiert.
Das Etappenrennen Jadranska Magistrala (später Istrian Spring Trophy) gewann Bulić 1981. Die heimische Jugoslawien-Rundfahrt konnte er 1984 für sich entscheiden. 1986 unterschrieb er einen Profi-Vertrag bei Magniflex in Italien, konnte aber als Berufsfahrer keine größeren Erfolge herausfahren. 1986 fuhr er den Giro d’Italia und wurde 26. im Endklassement. Bei den Balkan-Meisterschaften 1967 und 1971 gewann er das Straßenrennen. In seiner 15-jährigen Karriere gewann Bruno Bulić acht nationale (jugoslawische) Titel (vier in der Amateurklasse, sowie vier in der Juniorenkategorie) bei Berg-, Straßen- und Zeitfahrrennen. Er gewann auch Querfeldeinrennen, bei denen er 27 Erfolge verbuchen konnte.